# آناهیت گیراگوسیان
آناهید آلکساندری گیراگوسیان (ارمنی: Անահիտ Ալեքսանդրի Կիրակոսյան؛ انگلیسی: Anahit Kirakossian؛ ۲۸ آوریل ۱۹۹۰) یک بازیگر، خواننده و مجری تلویزیونی اهل ارمنستان است. وی از سال میلادی تاکنون مشغول فعالیت بوده‌است..

## زندگی‌نامه
وی در ۲۸ آوریل ۱۹۹۰ در کیروواکان به دنیا آمد و از انستیتو دولتی سینما و تئاتر ایروان فارغ‌التحصیل شد. وی در تئاتر دولتی موسیقی مجلسی ایروان (از ۲۰۰۷) و شانت تی‌وی () فعالیت کرده است. 

## گزیده فیلمشناسی
از فیلم‌ها یا برنامه‌های تلویزیونی که وی در آن نقش داشته‌است می‌توان به در شهر ()، در ارتش () ، برای شرف (۲۰۲۰) اشاره کرد. 

## یادداشت
1. ↑  Yerevan State Institute of Musical Chamber Theater